# Inženjer
Inženjer je stručnjak tehničkih ili tehnoloških znanosti visoke (VSS) ili (češće) više (VŠS) stručne spreme. 
Inženjeri su posebno izučeni za tehničke i operativne poslove praćenja i upravljanja proizvodnjom i industrijskim resursima. 

## Nazivlje prije Bolonjske deklaracije
Do potpisivanja Bolonjske deklaracije u Hrvatskoj su postojali nazivi inženjer i diplomirani inženjer, za čije je postizanje tipično trebalo odslušati 5 odnosno 9 semestara.
Inženjeri visoke stručne spreme (VSS) razlikovali su se naslovom "diplomirani", npr. "dipl. ing". Diplomirani inženjer za razliku od 'nediplomiranog' mora biti bolje izučen u teoretskim i eksperimentalnim znanjima, što se postizalo duljim školovanjem.
Vidi na primjer:  
- Inženjer elektrotehnike
- Inženjer strojarstva

Osim strojarstva i elektrotehnike, naslov inženjera se može steći i u drugim tehničkim zanimanjima kao što su: arhitektura, brodogradnja, geodezija, graditeljstvo, računarstvo, rudarstvo, metalurgija, tehnologija (kemijska, tekstilna, prehrambena, grafička, drvna ...), promet, zaštita na radu (sigurnost), agronomija, šumarstvo - te mnogim drugim strukama. 

## Nazivlje nakon pristupanja Hrvatske Bolonjskom procesu
Osnovni stupanj je stručni pristupnik, za studij čijim završetkom se stječe manje od 180 ECTS bodova; viši stupanj je sveučilišni prvostupnik inženjer (studij koji u pravilu traje tri do četiri godine, čijim se završetkom stječe od 180 do 240 bodova), najviši inženjerski obrazovni stupanj je magistar (inženjer) struke ili stručni specijalist, npr. magistar inženjer elektrotehnike ili magistar krajobrazne arhitekture.
Osobe koje su na temelju završenog studija stekle stručni naziv inženjer ili diplomirani inženjer imaju pravo koristiti novi akademski naziv i sva prava koja im uz taj akademski naziv po propisima pripadaju, slijede četiri primjera za osobe koje su studij završili na FER-u:
- diplomirani inženjer elektrotehnike = magistar inženjer elektrotehnike
- diplomirani inženjer računarstva = magistar inženjer računarstva
- inženjer elektrotehnike = stručni prvostupnik (baccalaureus) inženjer elektrotehnike
- inženjer elektrotehnike pogonsko-remontnog smjera = stručni pristupnik elektrotehnike

## Vanjske poveznice
- Vodič kroz zanimanja, elektronsko izdanje, Inženjeri